# اکبرآباد نوکن
اکبرآباد نوکن یک روستا در ایران است که در بخش مرکزی شهرستان سیرجان واقع شده‌است. اکبرآباد نوکن ۱۹ نفر جمعیت دارد.